# Château de Kovászó
Le château de Kovászó (Квасівський замок en ukrainien ; kovászói vár en hongrois) est un ancien château fort, désormais en ruine, situé dans l'ancien comté de Bereg du royaume de Hongrie, et aujourd'hui en Ukraine.

## Histoire
Le château de Kovászo est un château de style roman construit entre les XIIe et XIVe siècles. Important stratégiquement, il contrôlait l'entrée de la "route du sel" dans le royaume de Hongrie. Sigismond Ier en fait don en 1390 à János Nagymihályi. À sa mort, il appartient successivement aux familles Ekchi, Báthory et Sonislo. Il devient en 1461 la propriété de Erzsébet Szilágyi, mère du roi de Hongrie Matthias Corvin (1443-1490). Il est vendu en 1549 par Elizabeth Ekchi à Pál Matuznai. Celui-ci et sa bande de mercenaires l'utilisent de 1557 à 1563 comme base arrière et rançonnent et pillent les paysans et seigneurs locaux voisins. La Diète de Pozsony de 1563 décide d'une expédition punitive. Le château est assiégé en 1564 ce qui force Matuznai à fuir vers le château de Baranka. Le château de Kvasovo est alors pillé puis incendié. Restauré, il est par la suite récupéré par la famille Matuznai et appartient en 1600 à Gideon et Zsigmond Matuznai. Après leur mort, il passe au prince Bethlen qui en fait don à Péter Rhédey en 1623, commandant de sa cavalerie, puis à Dávid Bélaváry en 1627, conseiller fidèle et dernier propriétaire dont l'histoire ait conservé le nom.
On sait qu'il est habité jusqu'à - au moins - la fin du XVIIIe siècle. Il est progressivement démantelé par les habitants qui utilisent ses pierres au cours des XIXe et XXe siècles. Les premières fouilles archéologiques ont lieu en 1960. Celles de printemps 2009 furent fructueuses.

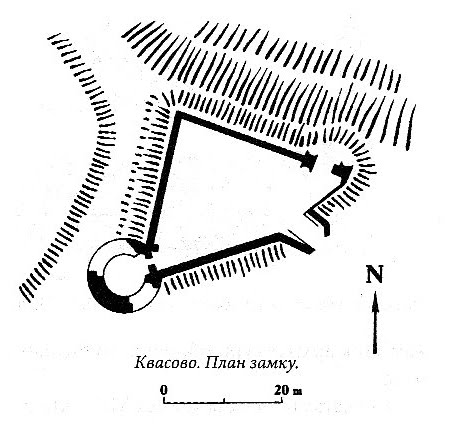
Plan du château
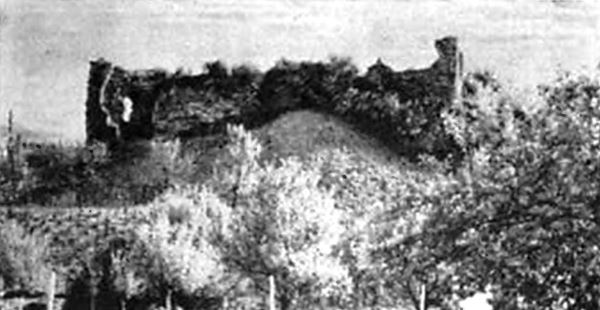
Ancienne vue générale des ruines
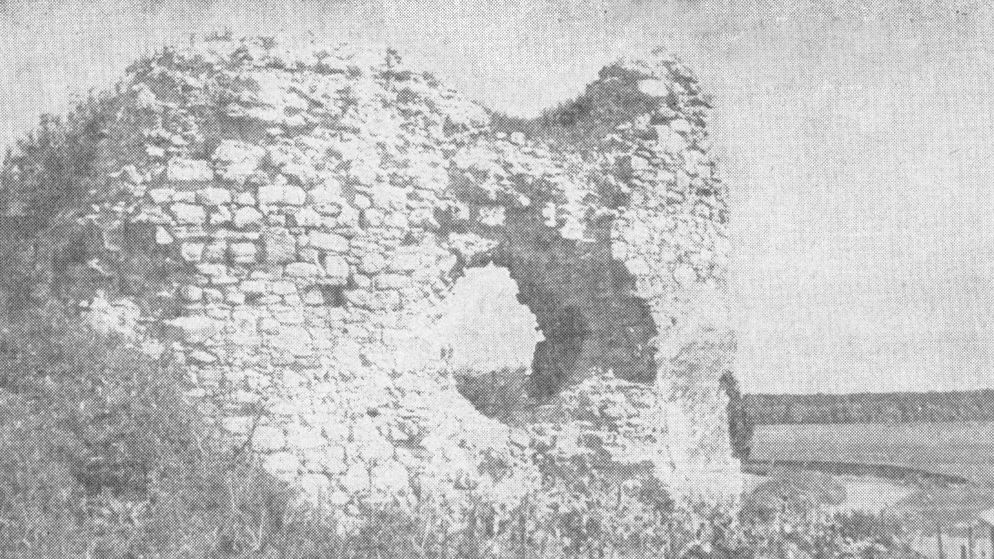

## Littérature
- A.S.Ivchenko, O.A.Parhomenko : Україна. Фортеці, замки, палаци… ("Ukraine. Fortifications, châteaux, palais..."), 2010, Kiev, Ukraine,  (ISBN 978-966-475-375-0)
- M.Y.Rutynskyy : Замковий туризм в Україні ("Tourisme des châteaux en Ukraine"), 2007, Kiev,  (ISBN 966-364-363-3)